# ビンゲン - マインツ線
ビンゲン - マインツ線（ドイツ語: Bahnstrecke Bingen–Mainz）はラインラント＝プファルツ州のビンゲンと州都マインツを結ぶ幹線鉄道である。この路線はケルン - ビンゲン区間と合わせてライン川左岸線を構成する。

## 歴史

### ヘッセン・ルートヴィヒ鉄道および国有化
プロイセン王国とヘッセン大公国との国境駅とマインツ駅の間はヘッセン・ルートヴィヒ鉄道（Hessische Ludwigsbahn, HLB）により建設され、1859年10月17日に単線で開通された。ヘッセンの行政府（Innenministerium）は新しい工法の適用を規定した。ナーエ川鉄道橋の完工でライン鉄道会社の区間がこの路線と連結されて、その橋梁は、HLBが開通した最初の複線鉄道橋に当たる。ビンゲン橋駅（現在ビンゲン中央駅） - マインツ間の複線化は1861年に完了した。同時にライン＝ナーエ鉄道がビンゲンで開通されて、ザールブリュッケンの石炭輸送が可能となった。
1861年から1900年代までナッサウ・ライン鉄道との鉄道連絡船がビンゲンとリューデスハイム区間で運営された。1901年に電気式信号保安システムがこの路線に設置された。1915年ヒンデンブルク鉄道橋が開通されて、この路線とナッサウ・ライン鉄道が直接に連結された。ヒンデンブルク鉄道橋は第二次世界大戦の際に破壊されて、現在復旧されていない。

### ドイツ連邦鉄道
終戦後、破壊された施設の復旧に数年間の努力が必要で、1949年に許容速度は100 km/hに高まった。1957年6月2日にヨーロッパ国際特急列車がこの路線に投入された。1958年6月1日にこの路線の電気運転はレーマーゲン - ビンゲン区間の電化とともに実現された。同じ日にマインツ - マンハイム線も電化されて、電気機関車は南部ドイツまで通行できることとなった。
1971年にインターシティ路線が導入されて1979年に60分間隔運行が確立された。

### ドイツ鉄道
1991年から2002年までライン川左岸線の列車通行量は、この路線を含めて週末には限界点まで至った。2002年12月にケルン - ライン＝マイン高速線が優等列車路線と連結されて、輸送量はやっと分担された。

## 運行形態
この路線にはIC30、IC31、IC35などのIC列車とICE91列車がコブレンツ方面で一時間に一往復以上に通行する。遠距離列車はビンゲン中央駅で60分あるいは120分間隔で停車する。
地域輸送の場合、ライン＝ナーエ運輸連合（Rhein-Nahe-Nahverkehrsverbund, RNN）の運賃システムが全区間にかけて適用されている。この路線はライン＝マイン運輸連合（Rhein-Main Verkehrsverbund）の運賃転移区間（Übergangtarif）であり、マインツ市内区間はRNNとの共通区間である。
- 快速列車（RE 2）: コブレンツ - ボッパート - オーバーヴェーゼル - ビンゲン - インゲルハイム - マインツ - フランクフルト空港 - フランクフルト。120分間隔。使用車両はDB429形電車（FLIRT3の5両編成）。
- 快速列車（RE 3）: ザールブリュッケン - ノインキルヒェン - テュルキスミューレ - イザール＝オーバーシュタイン - バート・クロイツナッハ - インゲルハイム - マインツ（- フランクフルト空港 - フランクフルト）。vlexx社所属。60分間隔。使用車両はコラディア・リント54あるいは81。
- 普通列車（RB 26）: ケルン・メッセ/ドイツ - ケルン - ブリュール - ボン - オーバーヴィンター - レマーゲン - アンダーナッハ - コブレンツ - ボッパート - オーバーヴェーゼル - ビンゲン - ビンゲン市街駅 - ガウ・アルゲースハイム - インゲルハイム - ハイデスハイム - ブーデンハイム - マインツ。トランスレギオ社所属。60分間隔。使用車両はデジロML。